# Шталь, Хенрике
Хе́нрике Шталь (нем. Henrieke Stahl) — немецкий литературовед. Заведующая кафедрой славянской литературы отдела славистики Трирского университета (Германия).

## Биография
Заведующая кафедрой славянской литературы отдела славистики Трирского университета (Германия).
Сфера научных интересов: русская литература XVIII—XX веков, символизм в русской литературе, творчество Андрея Белого, русская философия и её европейские контексты.

## Награды и премии
- Международная отметина имени отца русского футуризма Давида Бурлюка[5]